# シャルル・フレデリック・ウォルト
シャルル・フレデリック・ウォルト（Charles Frederick Worth、英語: [ˈwɜːrθ]; フランス語: [ʃaʁl fʁedeʁik vɔʁt];1825年10月13日 - 1895年3月10日）は、イギリス人のファッションデザイナー。19世紀から20世紀にかけての最も著名なファッションデザイナーの一人で、ファッションメゾン「ハウス・オブ・ウォルト」の創業者。英語読みで「チャールズ・フレデリック・ワース」と表記することもある。
ウォルトはファッションの歴史を研究する多くの人たちからオートクチュールの父とされている。　また、このことから、ファッションビジネスの改革者の一人とも評されている。
1858年にパリで創業した彼の店は、すぐにヨーロッパの上流階級の人々を惹きつけ、ウォルトは、19世紀のそれまでの服装をより日常生活に即した形に変えた。また、革新的な変革のいくつかはサロンの最も高名な顧客の一人ウジェニー・ド・モンティジョの要求によると言われている。ウォルトはまた、初めて生きた人間をモデルとして自身の作品を顧客に披露した人物であり、初めて販売した服に自身のブランドのラベルを縫い付けた人物でもある。彼の殆どの顧客は、それまでの時代とは違って、彼の店を訪れて試着・仮縫いや商談をした。そのため、彼の店は一種の社交場となっていた。ウォルトのキャリア末期には、彼の店は1200人を雇用するようになっており、ファッション界に及ぼす影響力は絶大なものとなっていた。
メトロポリタン美術館によれば、ウォルトの「積極的な自己PR」によって彼は業界第一のクチュリエ（デザイナー）の地位を手にしたという。1870年代まで彼の名はせいぜいその顧客界隈の人々にしか知られていなかったが、女性誌への登場によって幅広い階層の人達に知られるようになった。
ウォルトは服飾作家・デザイナーの社会的地位を押し上げた人物でもある。上流階級の女性たちがどのような服を身につけるべきか、その指導者たる役割を担っていたからである。また、ファッションの歴史、あるいは一部のダンディズムも含めて、ウォルトは「フランスにおけるファッションの一世紀を方向付けた」とも評される。（George Walden）
なお、日本語での呼称は、出身地のイギリスでの英語に基づくチャールズ・フレデリック・ワースと、活躍したフランスでのフランス語に基づくシャルル・フレデリック・ウォルトの両方が混在しているが、後者に統一して記載する。

## 若齢期

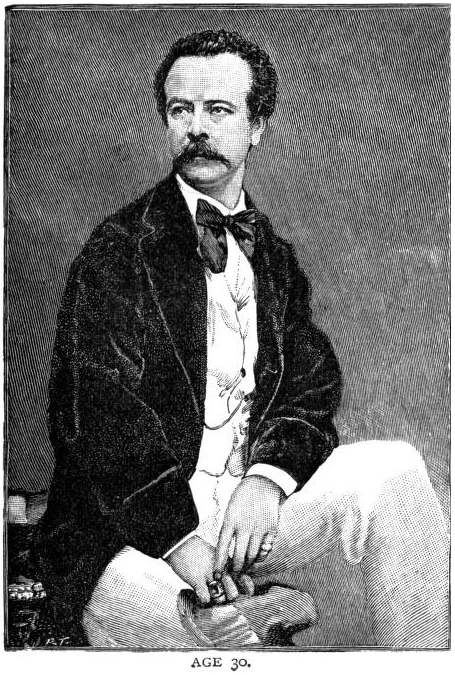
30歳のチャールズ・フレデリック・ウォルト。–この頃からすでにデザイナーとして、パリでの名声を築きはじめていた。

チャールズ・フレデリック・ウォルトは、1825年10月13日にリンカンシャーのマーケットタウンであるボーンで、ウィリアム・ウォルトとアン・ウォルトの間に生まれた。夫妻の第五子かつ末の子供で、その内で成人するまで生きた二人の子供の一人であった（もう一人は兄のウィリアム・ウォルト3世）。しかし、資料によっては第三子という話もある。父のウィリアムは弁護士(事務弁護士)であったが、放蕩な人物であり、1836年に家族を破産させた後に行方をくらませてしまった。残されたウォルトの母は、貧しく、金銭的な支援も何もない状態であった。
11歳になったウォルトは、出版の会社で働くようになった。一年後にはロンドンに引っ越し、ピカデリーサーカスにあったSwan & Edgarという百貨店で見習いとして働くようになった。さらに7年後には、イギリスの著名な生地メーカーLewis & Allenbyに雇われた。

### キャリア初期
1846年、ウォルトはパリに引っ越した。パリに着いた時はフランス語も話せず、所持金も5ポンドがポケットにあるだけだった。1852年に彼の母がロンドンのハイゲートで亡くなるころまでに、ウォルトはGagelin-Opigez & Cie(ガシュラン)という生地店で販売助手の仕事を得ていた。この店はパリにあった名高い生地店で、王室御用達の洋服店にも絹の生地を販売していた。また、カシミアのショールや既製品のマントなども扱っていた。のちにウォルトの妻となるマリー・ヴェルネに出会ったのもこの店でのことである（二人は1851年に結婚）。

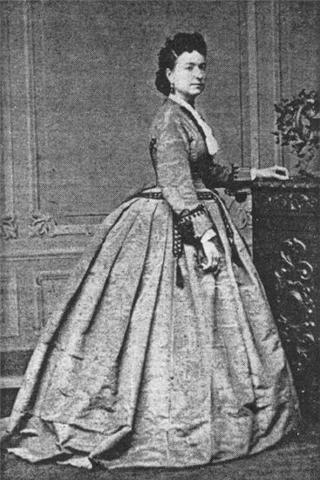
マリー・ヴェルネ。二人はガシュランで働いていた際に出会い、結婚する。

ガシュランでドレスを飾るようなショールなどを任されるようになったウォルトは次第にその技量を認められ、しばらくしてガシュランはウォルトが新たにドレスの部門を立ち上げることを許可する。ウォルトにとっては最初の正式なドレス作りであった。 ウォルトは全部で約10年ほどガシュランに在籍した。
ウォルトは、妻と、二人の息子ガストン・リュシアン（1853年生）とジャン・フィリップ（1856年生）の家庭を抱え、独立を望むようになる。この頃になるとウォルトの名前は少しずつ知られるようになってきた。ガシュランで働いていたスウェーデン出身のオットー・グスタフ・ボベルグという人物をビジネスパートナーに得たウォルトは、1858年に7 rue de la Paixで"Worth & Bobergh"という店を始める。ウォルトの妻、マリーは当初から服を売ることにおいても、新たな顧客を得ることでも重要な働きをした。

## メゾンの成功

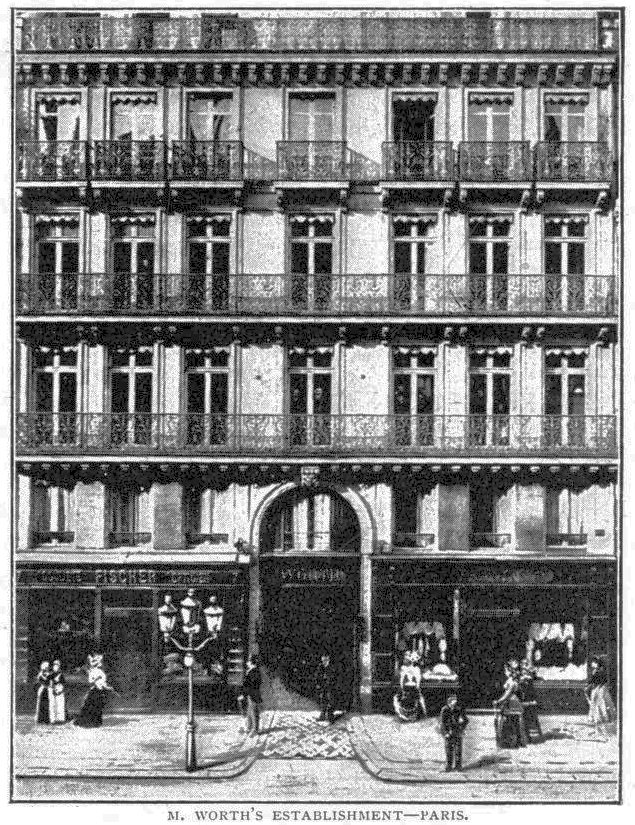
7 rue de la Paixのウォルトの店。上流階級の社交場でもあった。

彼はすぐさま成功を手にした。1860年にパウリーネ・フォン・メッテルニヒのためにウォルトがデザインしたボール・ドレスが、彼女の親友であるウジェニー皇后の目に留まり、皇后はすぐさまそのドレスの作者を聞き出して、翌日にウォルトと会う約束をとりつけた。　
ウォルトは、ドレスを製作する上での新しい方法を提案した。それは、数多くの生地（彼が以前に働いていたGagelin社のものを少なからず含んでいた）と、卓越した洋裁の技術の両方を一度に売り出すことである。 最初の10年の内にウォルトのデザインは即座に認められ、多くの注文を受けた。そして、1870年代までに幅広い読者をもつ女性誌に登場することでさらなる知名度を獲得した。 なお、実際のところはウォルトのデザインの影響は直接に波及したのではなく、ウジェニー皇后の服選びを追ったファッションコラムが影響力のある雑誌（例えば『Godey's Lady's Book』）に掲載されるという、いくらか間接的な方法を介してであった。
ウォルトはまた、顧客と洋服店の関係の大胆な変革を行った。それ以前の時代においてドレス作家は、常に女性だけで、顧客の家を訪ねて一人ひとりと面談した。それが、ウォルトの時代からは、顧客の方がRue de la Paix にあった店のサロンを訪れるのが普通になり（もっともウジェニー皇后の様な例外ももちろんあったが）、そこで注文をしたり、時には社交場としての機能まで果たされた。
ウォルトの経営戦略は他にも革新的であった。最初に生きたマネキン、今風に言えばモデル、に自社のガウンを着せて顧客に披露した、いわゆるファッションショーの手法を最初に行ったのも彼である。 
初期にあたる1850年代、モデルはウォルトの妻が務めた。そのため彼女を「世界最初のファッションモデル」と評する批評家もいる。(Lucy Bannerman)

ウォルトが自身のファッションハウスを開業した時、その従業員は全部で50人ほどであった。それが、成功と共にどんどん増えて1200人にも達した。 そこでの仕事には細部に対するぬかりのない注意力と高い技術、熟練が求められた。また、ウォルトの店ではその服が確実に着た人の体に合うようにするためである。裁縫師には別のアトリエがあてがわれていた。例えば、袖を作る、服の端を縫う、スカートを縫う、といった形にそれぞれにである。殆どの服は手で縫われていたが、一方で、ウォルトの時代に登場したばかりの初期のミシンが重要な縫製箇所で使用されることもあった。

### 著名な顧客

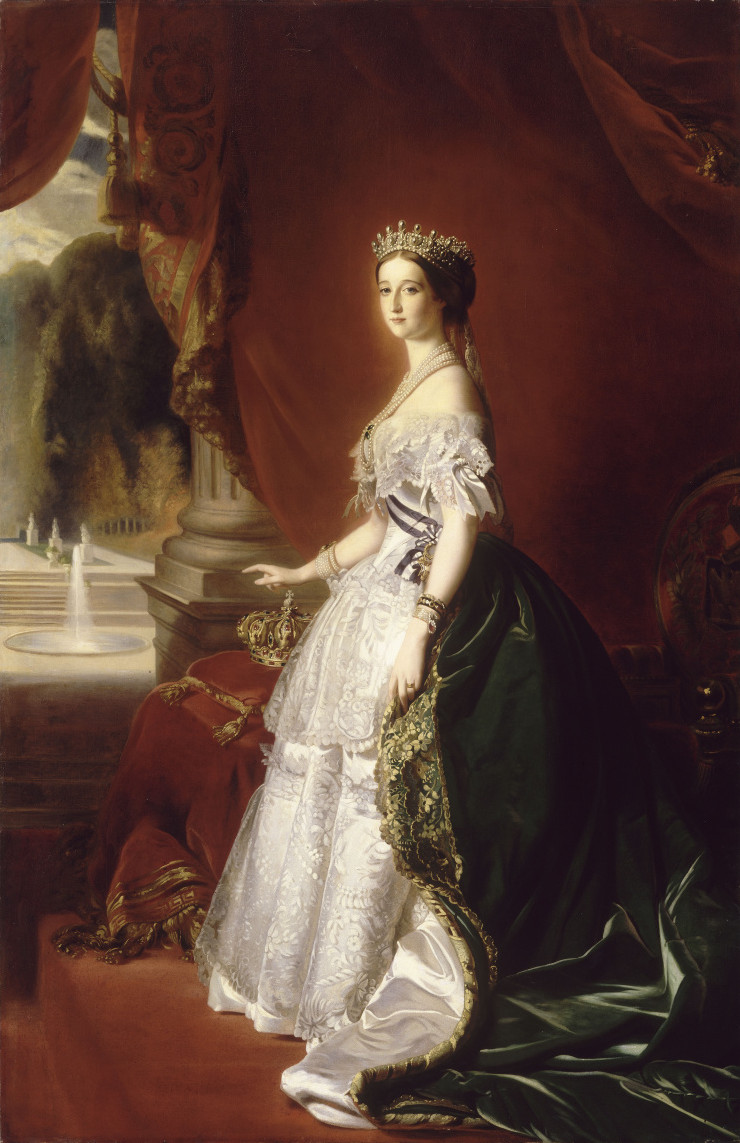
ウォルトによってデザインされたガウンを身に付けたウジェニー皇后。

ウォルトの最も著名にして重要な顧客の一人は当時の第二帝政における皇帝ナポレオン3世の妻、ウジェニー皇后である。ウォルトはウジェニー皇后の正式なドレスメーカーであり、また彼女の非常に贅沢なイブニングドレス、宮廷服、仮面舞踏会の注文を一手に引き受ける立場であった。 ウジェニー皇后はウォルトを頻繁に呼びつけては出席する催し事のためのドレスを依頼していた。 ウジェニー皇后がいかにウォルトにとって重要な顧客であったかを示す一つの例として、1869年のスエズ運河開通までの間にウジェニー皇后がウォルトに注文すると決めた服は250点にもおよんだという話がある。 
ウジェニー皇后の他にもウォルトは王室の顧客を抱えており、その中には、例えばオーストリアのエリザベート皇后も含まれている。
ウォルトはアメリカの人達と仕事をするのが好きだった。それは、彼のフランス語がとても流暢とはいえないものだったのも理由だが、それに付け加えてウォルトの言うところによれば「アメリカ人の女性は信仰(Faith)と、容姿(Figure)とフラン(Fracs)を持つためだ」という。つまり、ウォルトに対する信仰と、美しく形作ることができる容姿、そして彼に支払うのに十分なフラン（お金）があるということである。パリを訪れた裕福なアメリカ人たちの衣装の殆どはウォルトによるものであったという。つまり、朝も午後も、イブニングドレスも、あまつさえナイトガウンやお茶会でのガウンさえもがそうであったという意味である。
ウォルトは上流階級の人々だけでなく、大衆にとってのスター、サラ・ベルナール、ジェニー・リンド、リリー・ラングトリーといった人達に向けても服を作った。彼女たちは注文した服をステージでの衣装として使う場合もあったし、あるいは私生活で着るために注文することもあった。ウォルトの店にあるものの値段はその時代の人達にとって目まいのするようなものであったと表現される。パウリーネ・フォン・メッテルニヒに対して最終的に示された請求書の場合によれば、300フランだったドレスが、ひとたびウォルトの手が入ると、最終的に2,247フランにもなった。彼女が買ったのはライラック色のベルベットのドレス一着であった。

## 普仏戦争

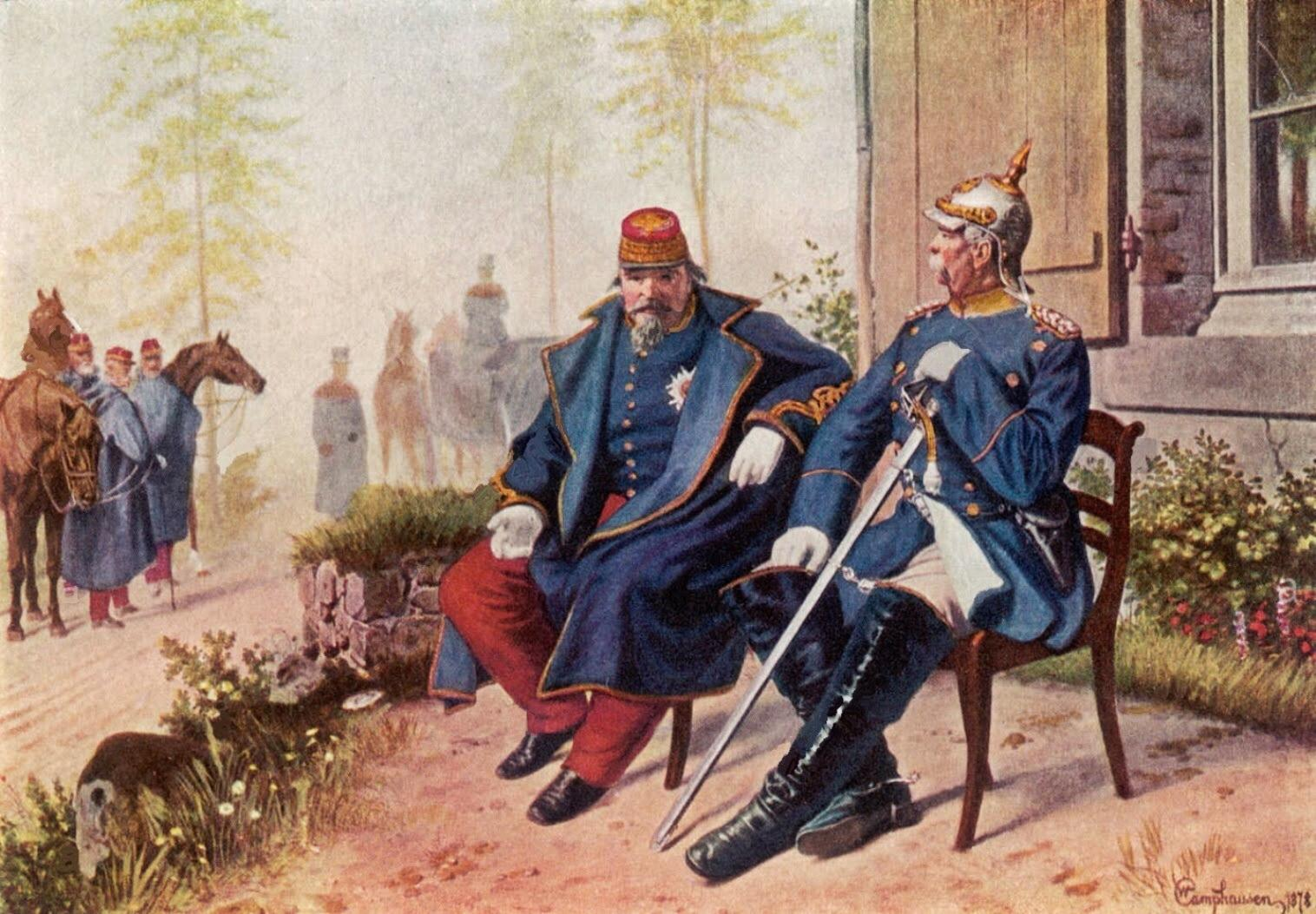
捕虜となったナポレオン3世と会談するビスマルクの様子。

ナポレオン3世による第二帝政下、ウジェニー皇后の愛用で順調に進んでいたウォルトのビジネスは1870年に始まる普仏戦争で危機に瀕する。普仏戦争がプロイセン王国の優勢で進みフランスに進軍するに至ると、ウォルトは自身の店を1年間にわたって閉鎖した。1年後には店を再開できるようになったが、1870年中にナポレオン3世自身が捕虜になる事態でウォルトの後ろ盾だった第二帝政が崩壊。その上、戦争中とあってはウォルトであっても顧客を見つけることは困難であった。そのためにこの頃には、マタニティー服、喪服、スポーツウェアの生産を始める。普仏戦争#パリ攻囲戦の期間には、ウォルトの店は軍事病院となった。 
また、この時には共同経営者だったボベルグが故郷のスウェーデンに帰るため店を去る。1880年代には、その他のファッションデザイナーたちと同様に不景気の煽りをうける。

しかし、ウォルトはイギリスとアメリカに新たな顧客を見出し、またフランスの絹織物産業の推奨にも乗り出す。
1880年代も終わりのころ、ウォルトは現在でいう(オート)クチュール・メゾンの定型を生み出すに至った。

つまり、年間に2回季節ごとのコレクションを発表し、型紙のフランチャイズと広告イメージによるブランドの規模の拡大などである。
こうした努力の結果、ウォルトの店は帝政の後ろ盾をなくした後も存続することができた。

## 晩年

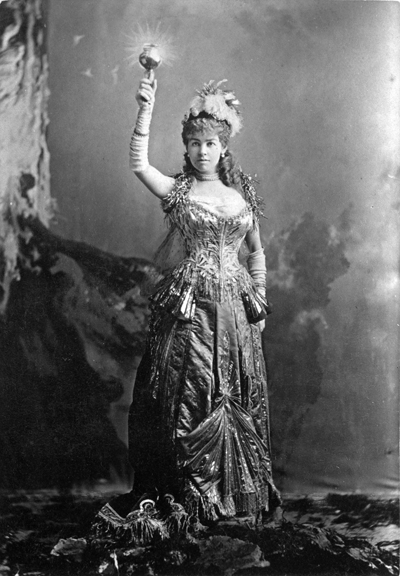
電球に扮するアリス・クレイプール・グウィン 。ウォルトによるファンシー・ドレスボールを着ている。(1883年)

ウォルトの息子であるガストンとジャンは1874年からビジネスに参加し、マネージメントや経理、そしてデザインの面などで積極的に父親を支えるようになった。そのおかげでウォルトは以前よりも時間的な余裕を確保できるようになったが、このころからウォルトは、片頭痛を含む様々な健康上の問題を抱えるようになっていた。そして、1895年3月10日、シャルル・フレデリック・ウォルトは肺炎により69歳でこの世を去った。
ウォルトの名声は、数多くの媒体に死亡記事が載ったことに示されていた。その中の一つ英国のタイムズ新聞では「ウォルトは、ただ並はずれた一人の人物というのではなく、フランスのアートにしかない価値を導く役割を担っていた」と評した。 一方フランスのLe Temps紙はウォルトを「芸術的な気質を持っていて、それがイングランドには合わないと気付き、光の都・美しさのパリに引き寄せられ、ここで名を成したのだ」と評したが、 このLe Temps紙の批評に対して、イギリスの上流階級向け雑誌"Queen"は異を唱えた。「その様な評価は、彼の成功だけを取り上げて、彼の忍耐力や知性、勤勉さを貶めるものだ」と。この記事はまた、その後にSan Francisco Call紙にも掲載された。
ウォルトの葬儀はプロテスタント派の教会であるAvenue de la Grande Arméeにて執り行われた。H埋葬は、イギリス国教会の儀式に則って、シュレンヌの彼の別荘で行われた。彼の妻マリー・ヴェルネ・ウォルトもそれから3年後に亡くなった。

## 功績
ウォルトの確立したオートクチュールの基本的な方式は、その後にプレタポルテ（高級既製服）が主要な座に取って代わるまで、存続し続けた。

ファッションメゾンの方式としては（例えばデザイナーが服をデザインして、それを生きたモデルに着せ、年数回のコレクションで発表するといったもの）21世紀に至っても継続している。

また、ウォルト以前には、服装の流行はあくまでも王族や貴族、まれに平民など、いずれにしろその着用者が主導するものであった。しかし、ウォルトは、初期にはウジェニー皇后の威光を借りつつも、第二帝政が崩壊してからはブルジョアジーを顧客に、デザイナーとして服装の流行を主導する立場となった。この流れは後の世代のポール・ポワレやココ・シャネル、クリスチャン・ディオールへと継続していく。

## ギャラリー

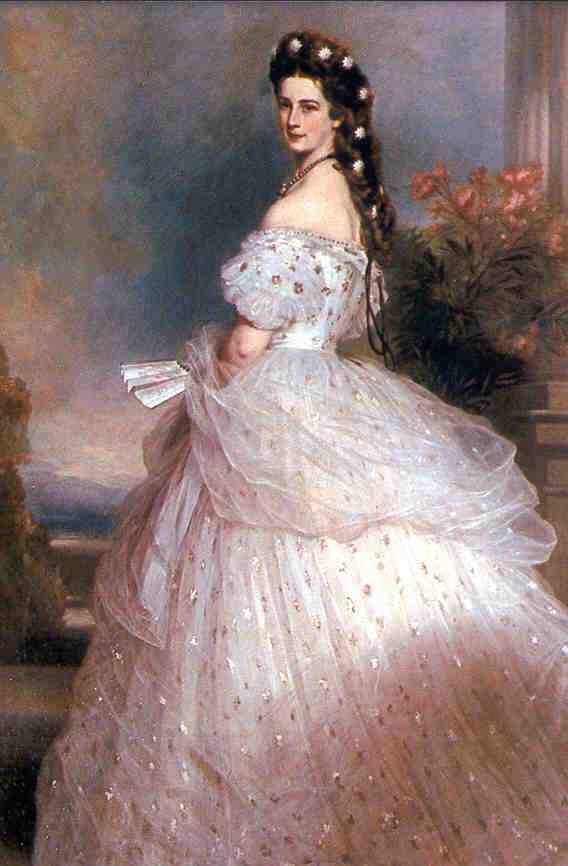
ピンク チュールのボール・ガウンを身に纏ったエリーザベト皇后。フランツ・ヴィンターハルター画。(1865年)
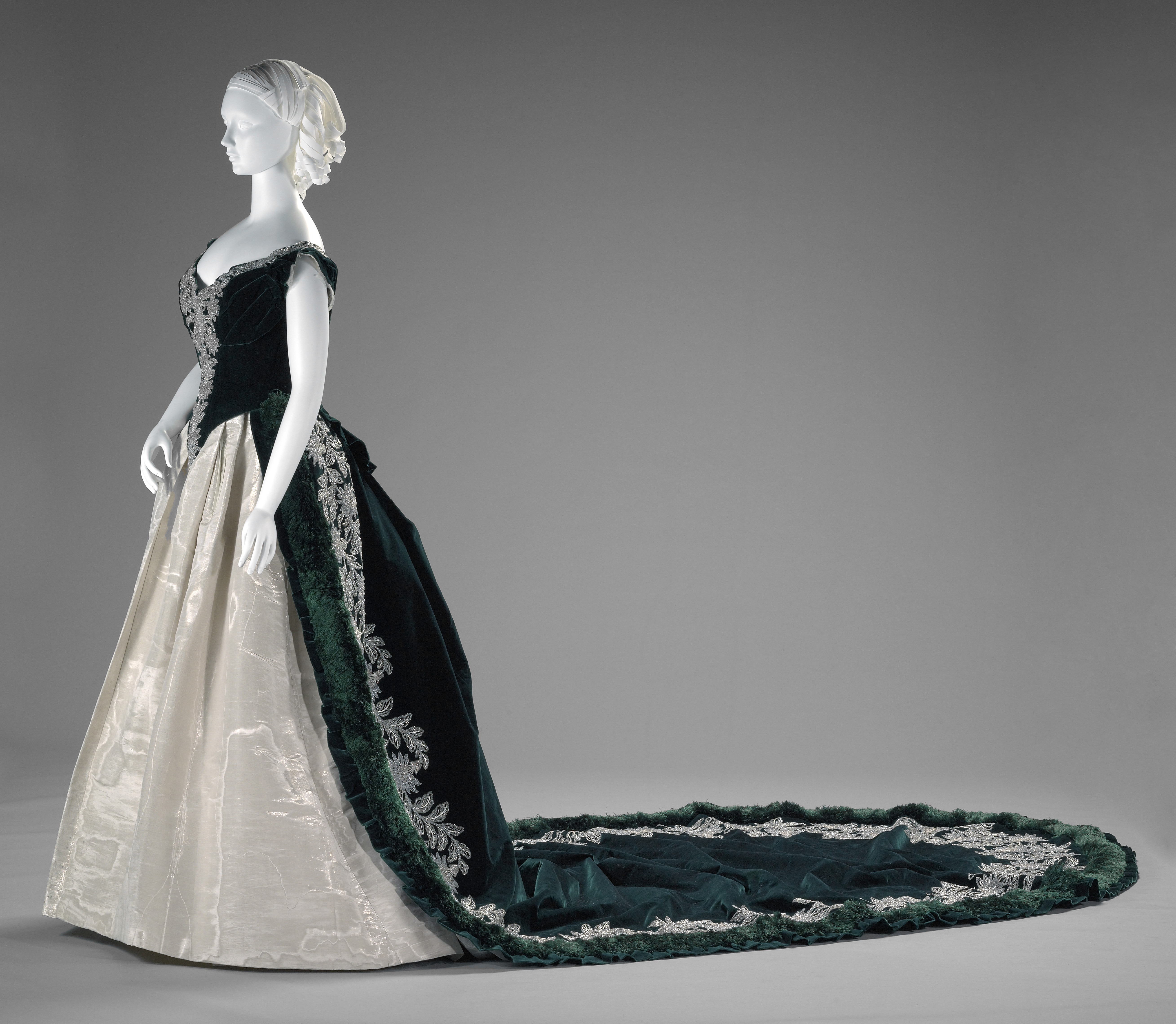
緑のベルベットと銀のモアレ地による宮廷服。帝政ロシアの王族のための作品。(1888年)
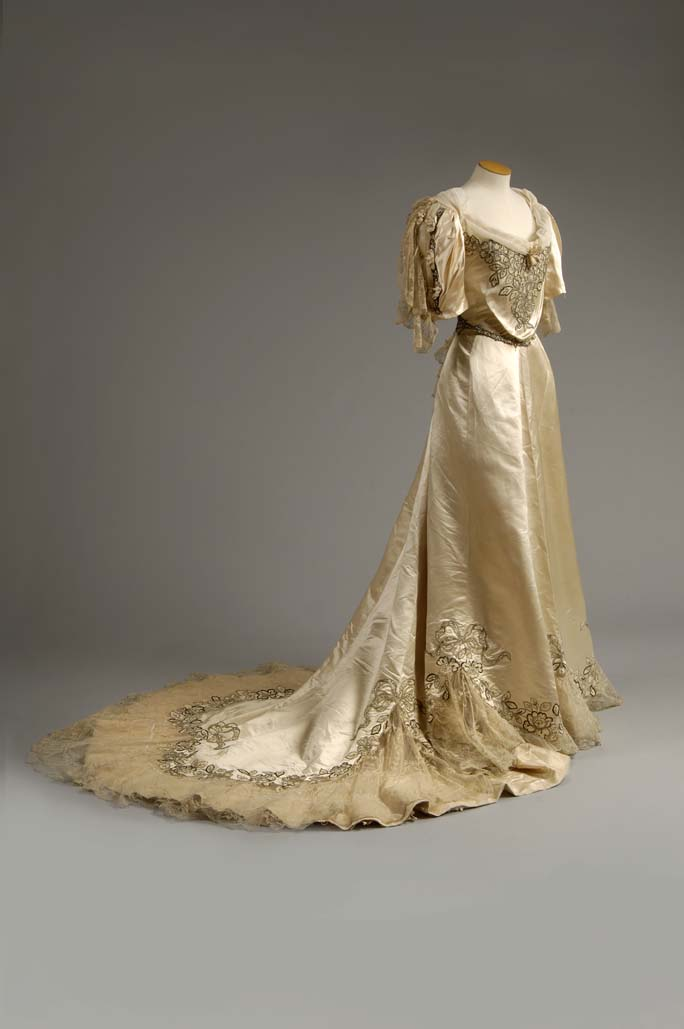
プレゼンテーションドレス。モイ―ズ美術館所蔵。(1900年代前半)
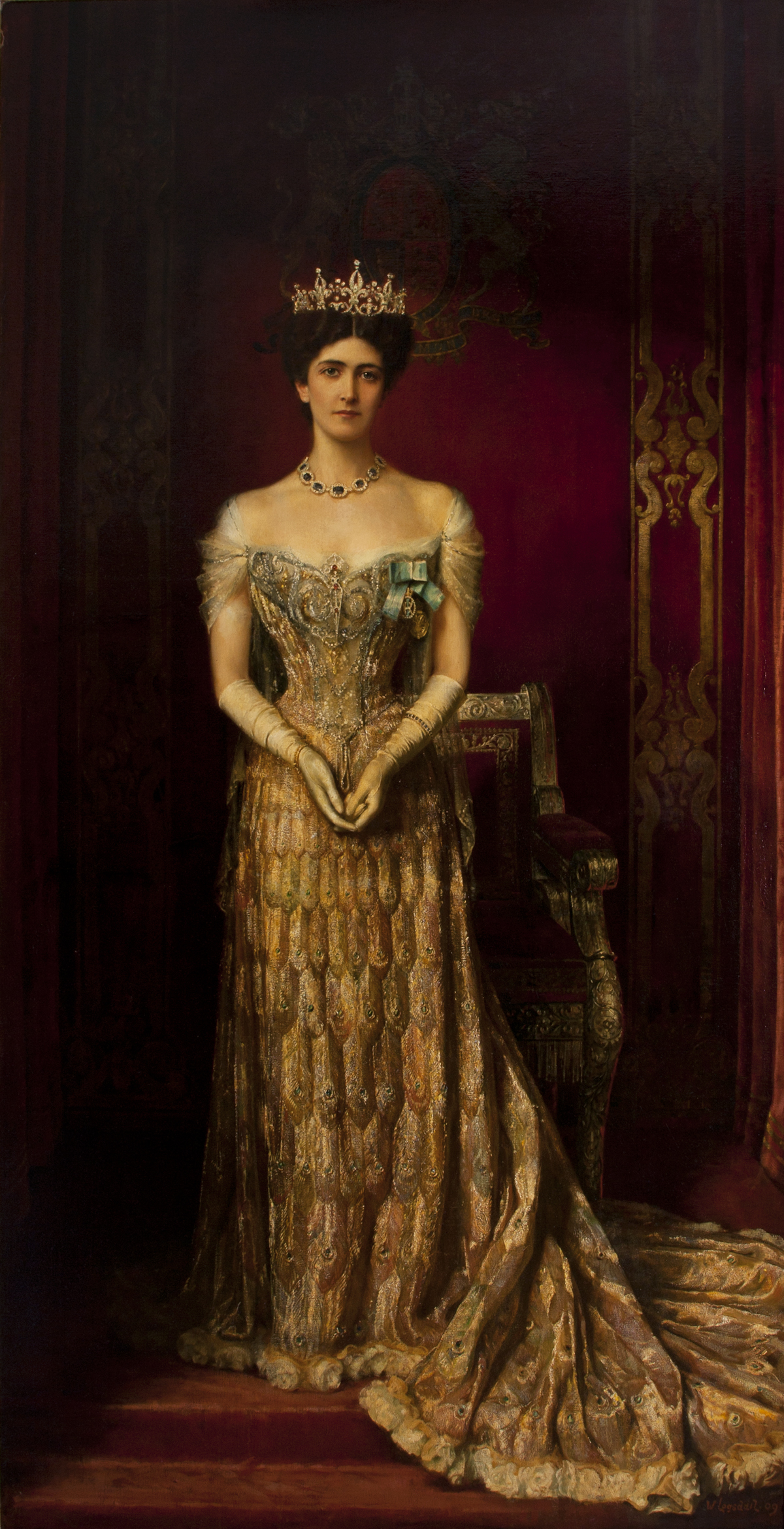
ガウン。詳細はen:Lady Curzon's peacock dressを参照。マリー・カーゾン,インド副王(en)　着用。(1903年)
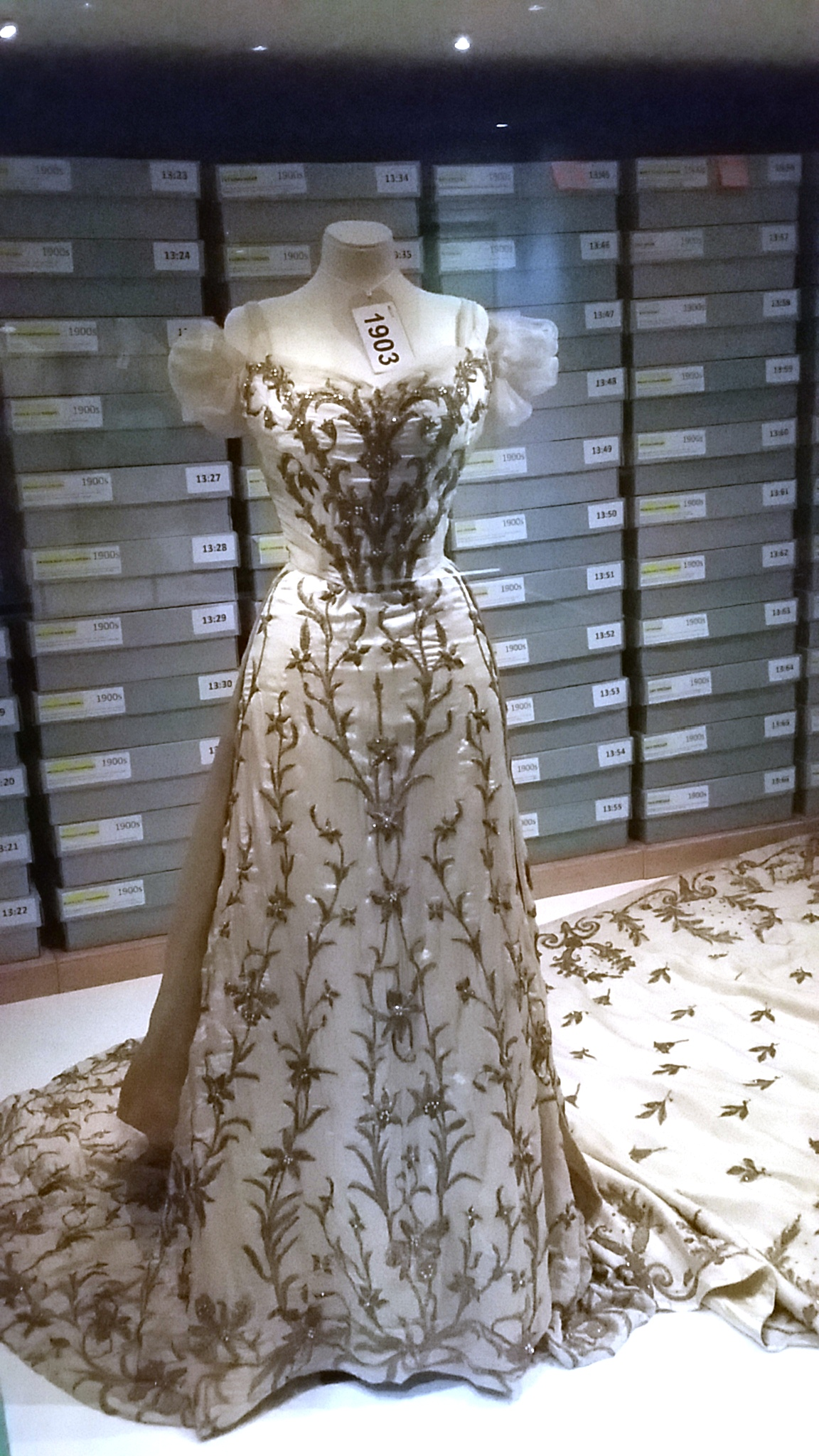
ガウン。マリー・カーゾンの所蔵。(1903年)
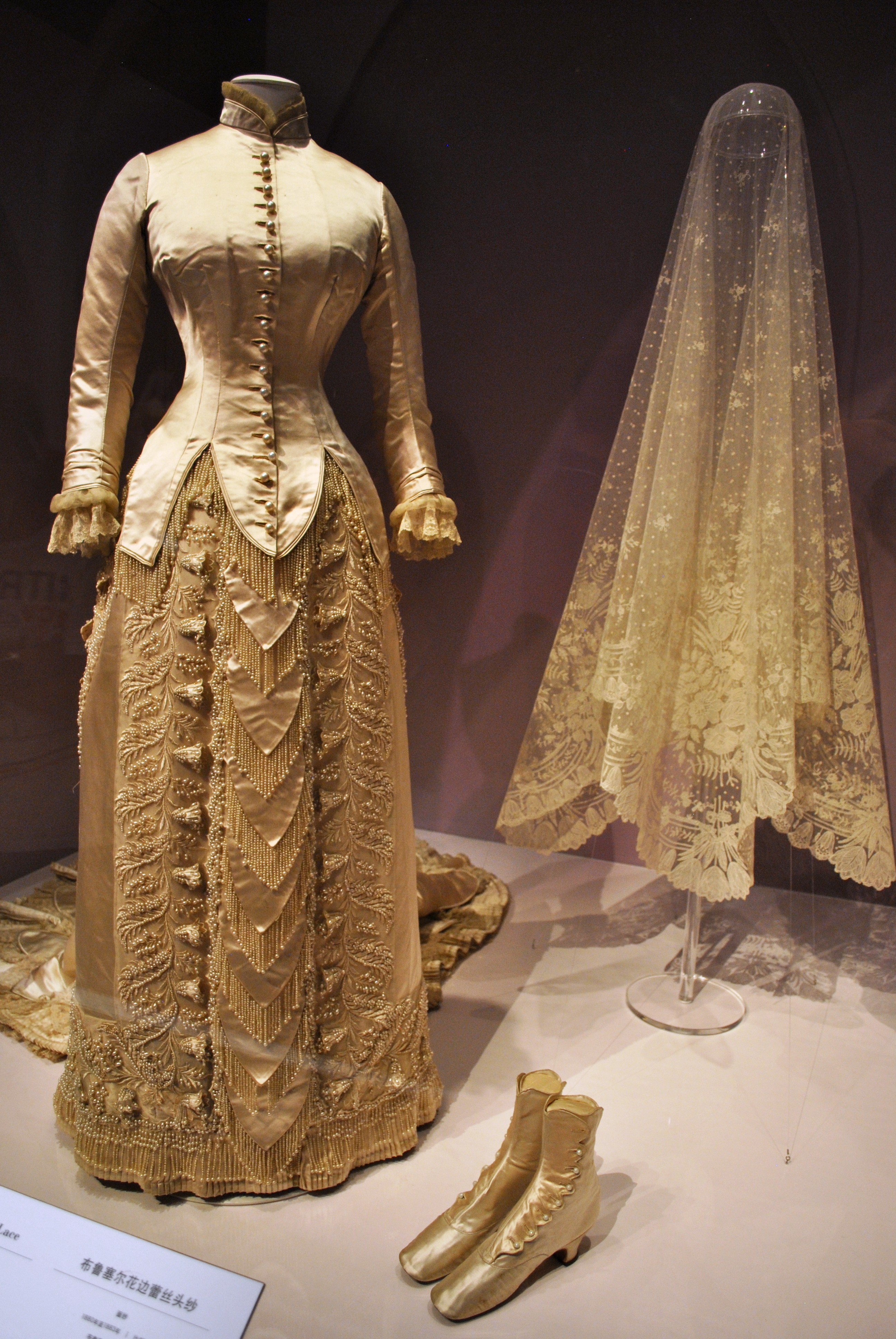
ウェディングドレス。模造真珠で装飾されている。裕福なアメリカ人　クララ・マシューズのための作品。(1880年)